# Hronský Beňadik
Hronský Beňadik (do roku 1960 Svätý Beňadik, latinsky maďarsky Garamszentbenedek, německy Sankt Benedikt) je obec na Slovensku v okrese Žarnovica v Banskobystrickém kraji. Žije v něm přibližně 1 100 obyvatel. Obec leží na pravém břehu Hronu v takzvané Slovenské bráně, která spojuje Podunajskou pahorkatinu se středním Slovenskem – oblastí hornických měst. Hron severně od obce protéká mezi pohořími Pohronský Inovec a Štiavnické vrchy. 
Klášter Hronský Beňadik s kostelem svatého Benedikta a Panny Marie patří k nejvýznamnějším gotickým památkám na Slovensku, byl prohlášen  národní kulturní památkou.

## Historie
Osídlení v této lokalitě je dokumentované již z období neolitu a doby halštatské. Stopy slovanského osídlení jsou z doby velkomoravské. K roku 1075 se hlásí zakládací listina opatského kostela svatého Benedikta (Ecclesia Sancti Benedicti), dochovaná v opise ze 13. století. Správou patřilo ostřihomskému opatství (později Ostřihomská kapitula). 

### Klášter

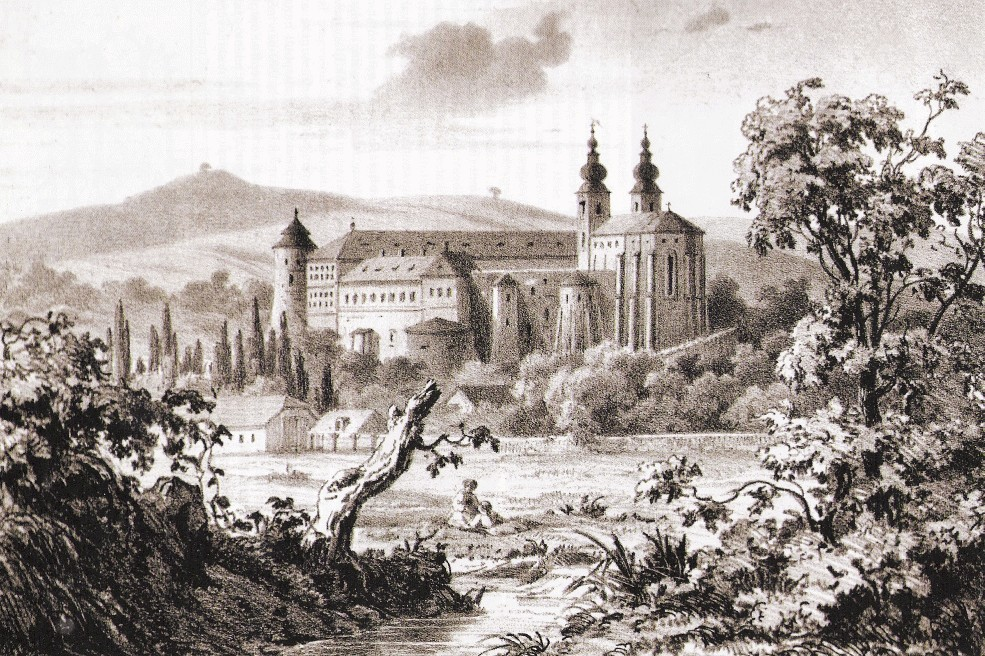
Hronský Beňadik na litografii z poloviny 19. století

Mezi léty 1074–1077 na malém návrší nad řekou založil uherský král Gejza I. po předchozí iniciativě nitranského knížete románský kostel s benediktinským klášterem. Klášter byl bohatě nadaný, patřily mu četné majetky v Pohroní (Tekovská župa) i  v Potisí. Potvrdil je papež Inocenc III. svou ochrannou bulou z roku 1248.
V letech 1346–1410 byl rozšířením původního románského kostela vybudován gotický trojlodní kostel s klášterem. Po bitvě u Moháče vedly obavy z tureckého útoku ve druhé čtvrtině 16. století k přestavbě objektů kláštera na pevnost, do nároží kvadratury byly vloženy bastiony a zdi zesíleny. Vesnice však byla v roce 1599 Turky vypálena. 
V 18. století Hronský Beňadik přešel do majetku česnecké větve rodu Esterházyů Středověký farní kostel svatého Jiljí byl zcela přestaven v barokním slohu. Východní a jižní křídlo kvadratury konventu bylo zbořeno. 
Po požáru kláštera z roku 1881 ostřihomský kanovník Ferdinand Knauz zdokumentoval situaci středověkých staveb a dal klášter i kostel přestavět v puristickém duchu regotizace. Kostel má novogotický západní portál s bohatou kamenickou výzdobou, novogotické malované deskové oltáře se zlaceným pozadím, do dvou věžiček na postranních oltářích jsou vsazeny kopie gotických soch madon.    
Rozsáhlý archeologický výzkum proběhl v letech 1972–1976 pod vedením Štefana Holčíka a Alojze Habovštiaka. Po něm následovala památková úprava stavebního areálu. 
Náboženské tradice byly obnoveny po roce 1989, areál kláštera a všechny kostely i kaple jsou přístupné veřejnosti. Z Hronského Beňadiku se pořádají každoroční pouti do  Ostřihomí a farnost je evidována mezi 38 benediktinskými poutními místy Slovenska. při klášteře působí členové Společnosti katolického apoštolátu (Pallatini).

### Památky v klášteře

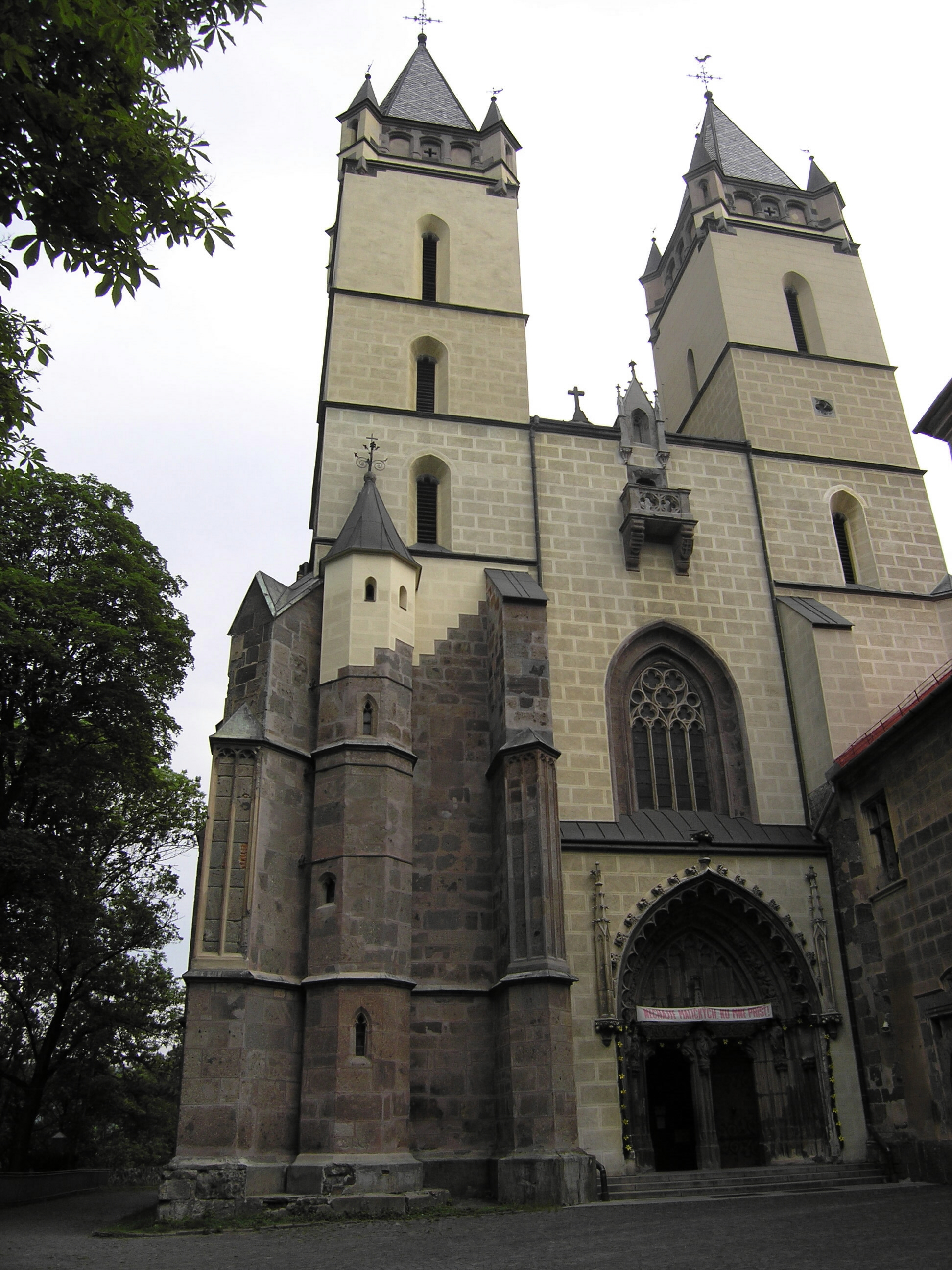
Klášterní kostel od západu

- Klášter s kostelem svatého Benedikta a Panny Marie má významné památky:
- gotické síňové trojlodí chrámu z let 1346–1375
- gotická freska s legenda o boji svatého Jiří s drakem a osvobození princezny, 14. století
- severní křídlo konventu s gotickou křížovou chodbou a rajským dvorem
- monumentální dřevěný kříž se sochou ukřižovaného Krista z 13. století v apsidě kostela:
- krypta s hrobkou velitele císařského vojska Štefana I. Koháryho (1616–1664), který padl v bitvě proti Turkům u Levic; nápisová deska epitafu z roku 1690
- renesanční opevnění kláštera s nárožními válcovými bastiony

## Pamětihodnosti
- Osmiboká barokní kaple sv. Heleny a Boží krve - s relikvií Svaté krve z roušky svaté Veroniky, která kapky Kristovy krve během křížové cesty utírala Ježíšovi z tváře. Papež Pavel II. relikvii daroval králi Matyáši Korvínovi a ten ji dal uložit v Hronském Beňadiku.
- kostel svatého Egidia, barokní jednolodní stavba z roku 1674 na románských základech se středověkou věží, cenné vnitřní zařízení: 3 barokní oltáře, varhany a dřevěná malovaná empora.
- Barokní sousoší Golgoty
- Sousoší sv. Jana Nepomuckého mezi anděly, z konce 18. století
- Morová kaplička na Háji z roku 1713
- Prachárna
- Hřbitov při farním kostele

V Křesťanském muzeu v Ostřihomi je uložen Boží hrob o rozměrech  325 × 226 × 100 cm, s figurou Krista v sarkofágu na kolečkách, s reliéfními scénami aktérů pašijí na stěnách, v nástavci kaple Božího Jeruzaléma se soškami apoštolů na sloupcích pod baldachýny; pozdně gotická práce anonymního řezbářského mistra z okolí Kremnice, kolem roku 1480; hrob sloužil při velkopáteční liturgii, vozil se v procesí a vyjímala se z něj rovněž dochovaná socha Krista s pohyblivými pažemi.

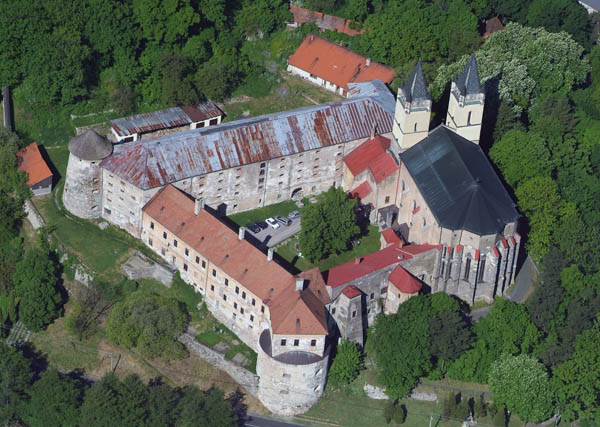
Celkový pohled na klášter
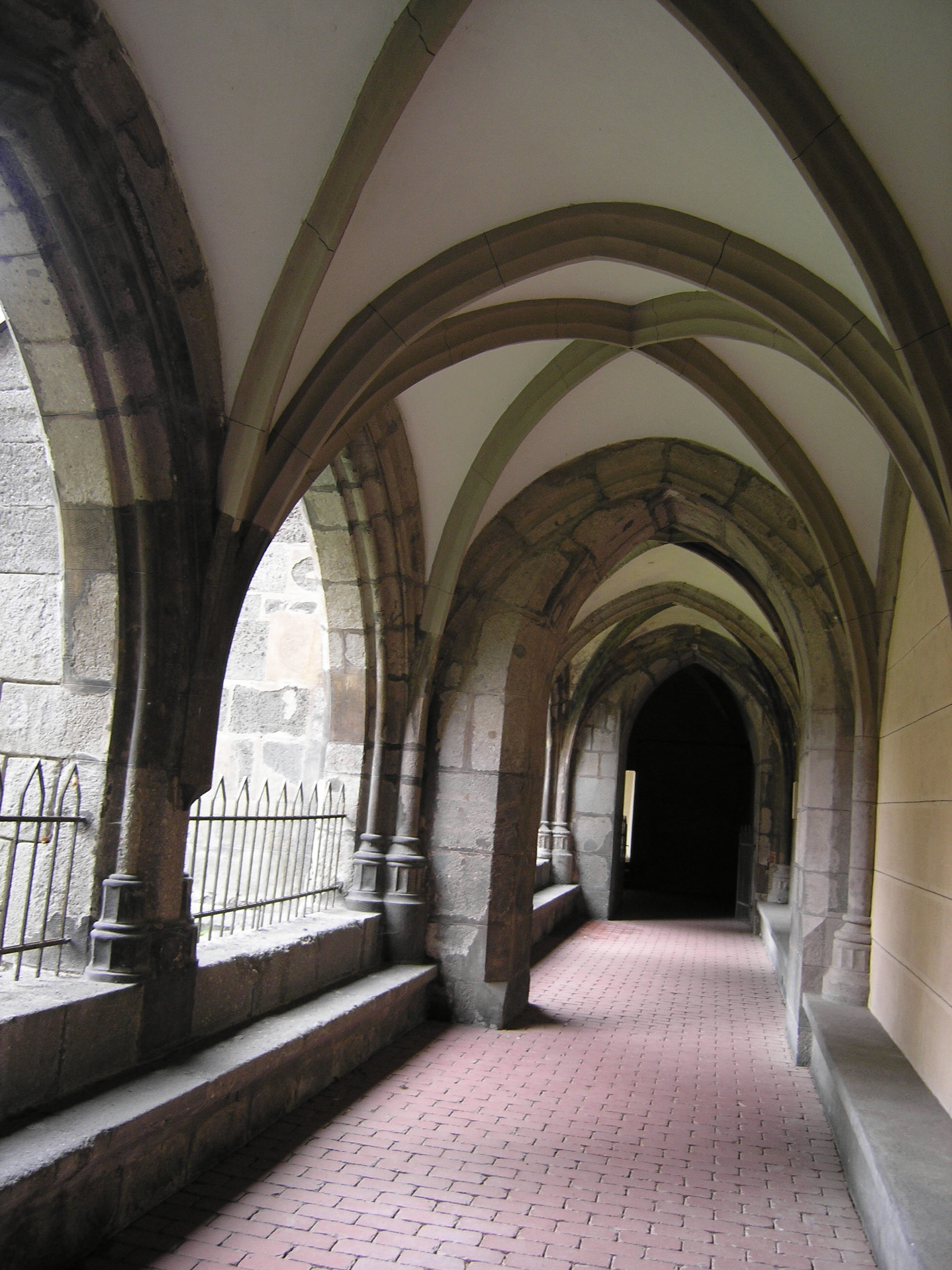
Křížová chodba kláštera
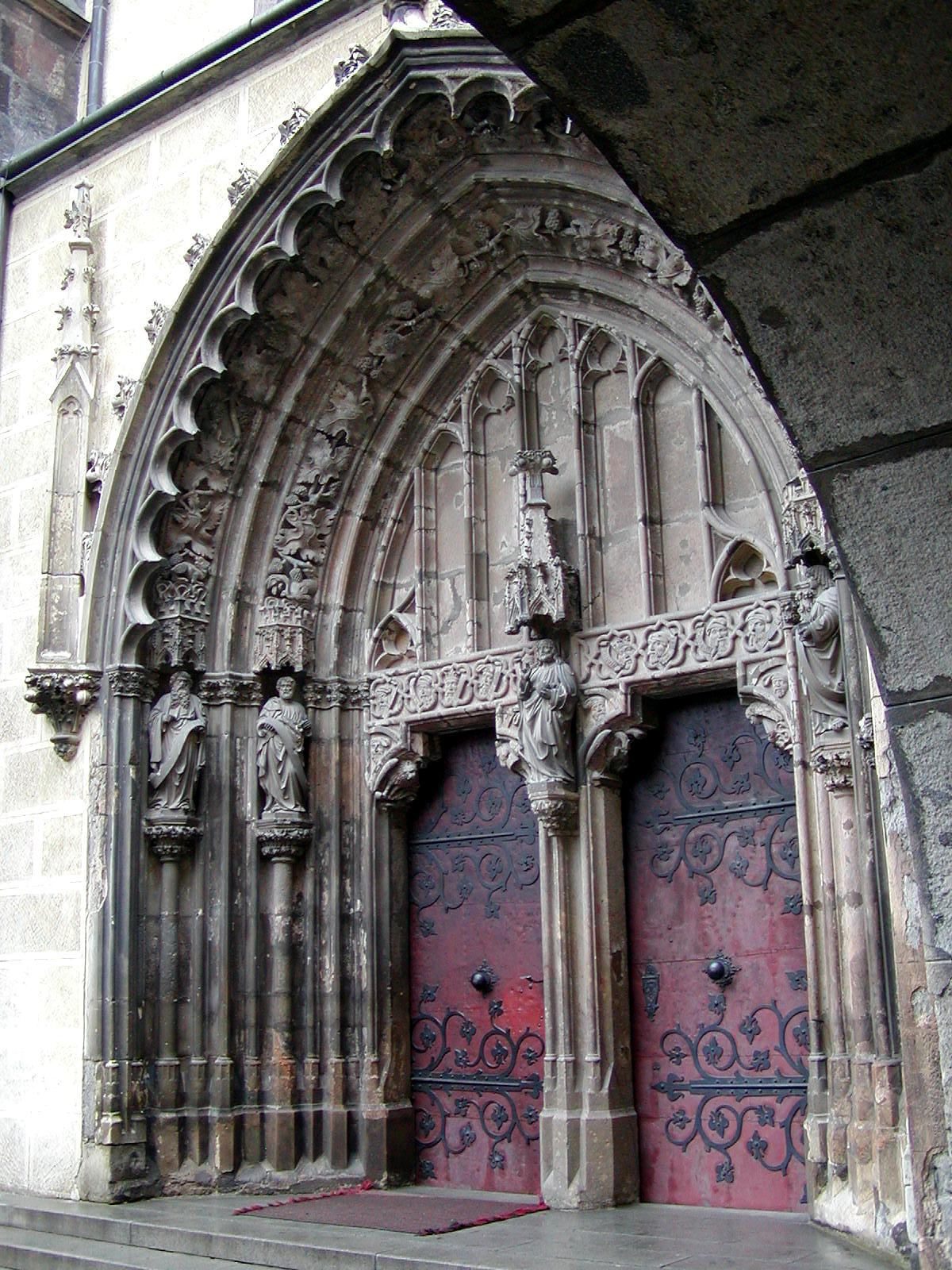
Novogotický portál kostela
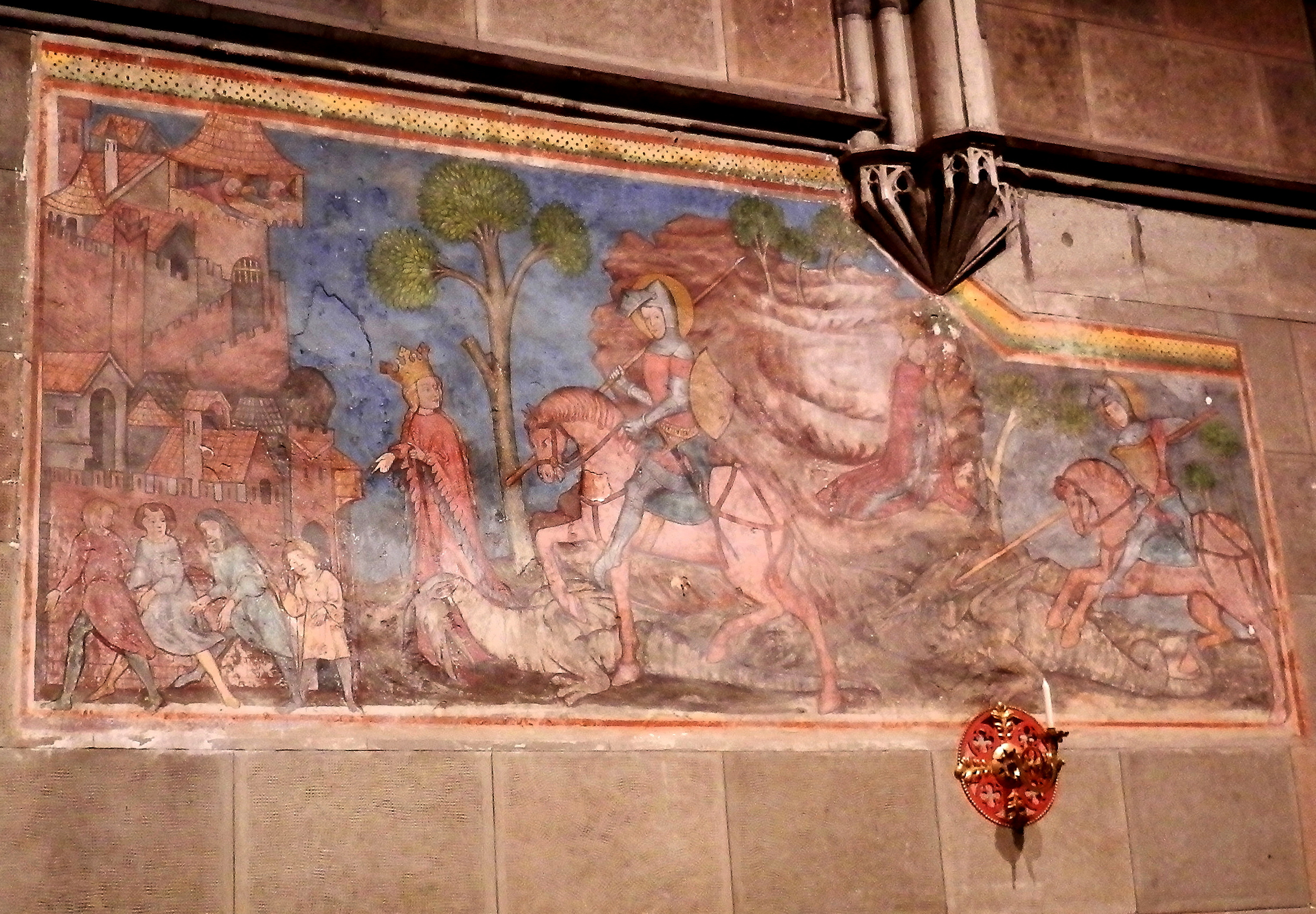
Freska s legendou svatého Jiří
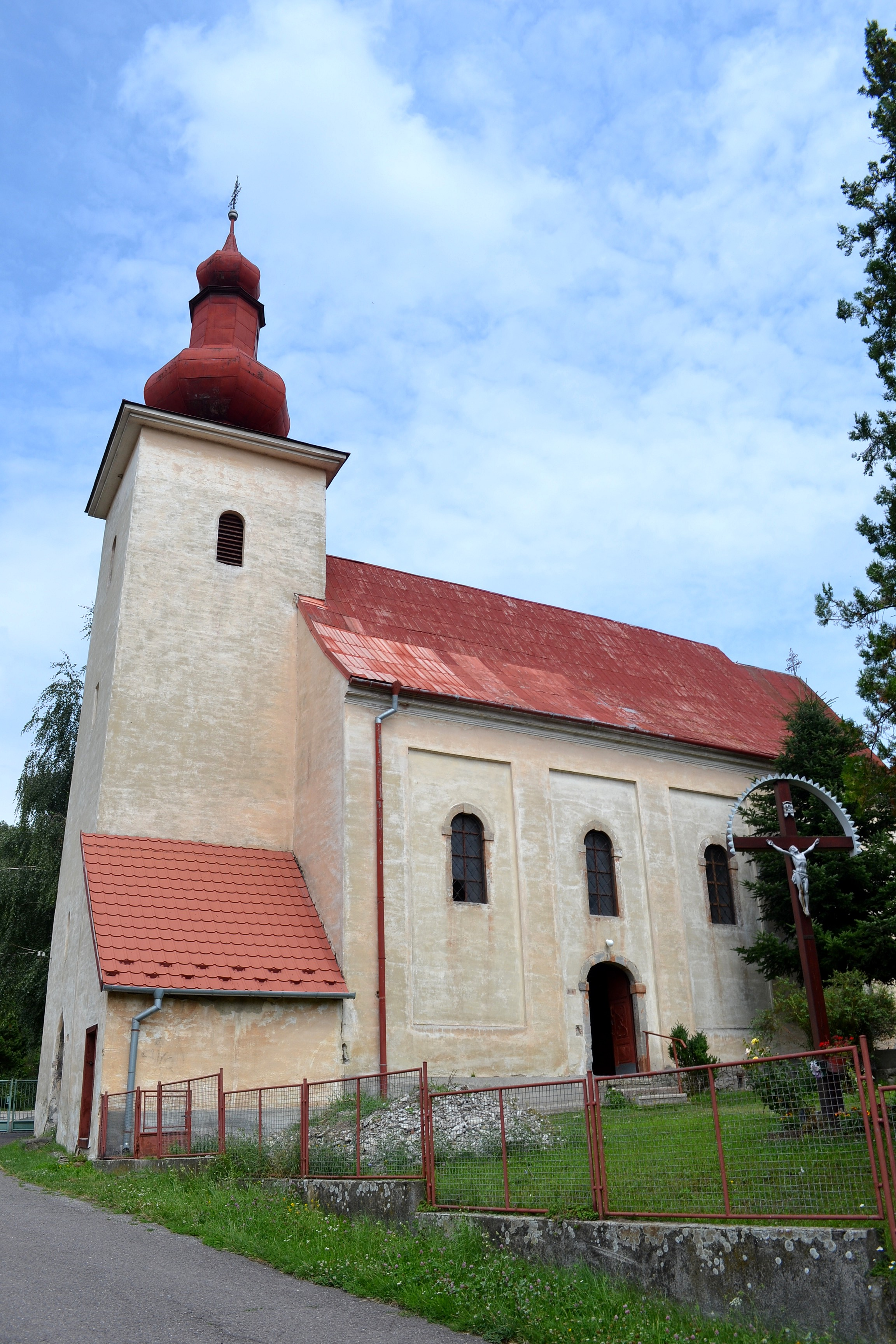
Kostel svatého Jiljí
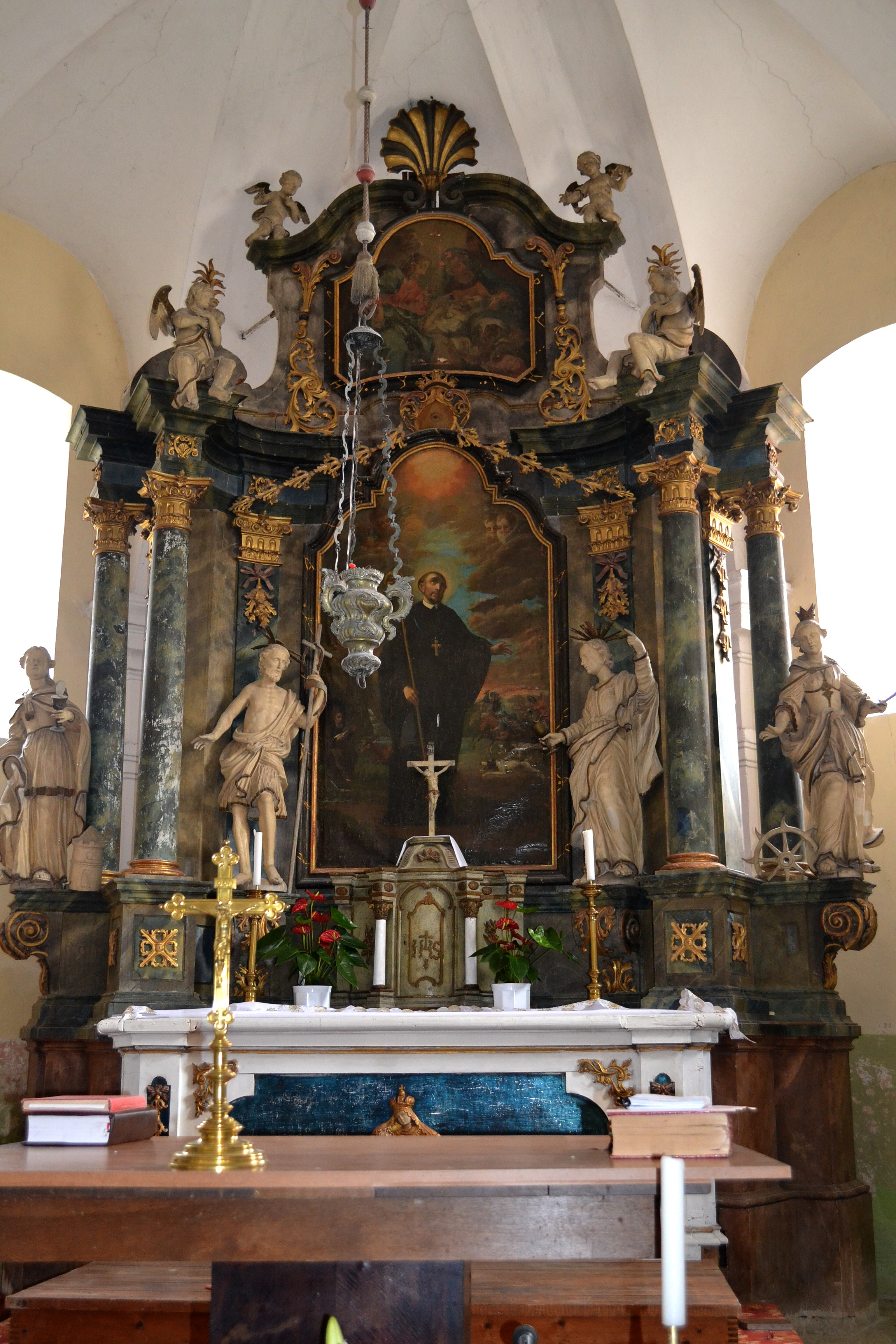
Hlavní oltář svatého Jiljí
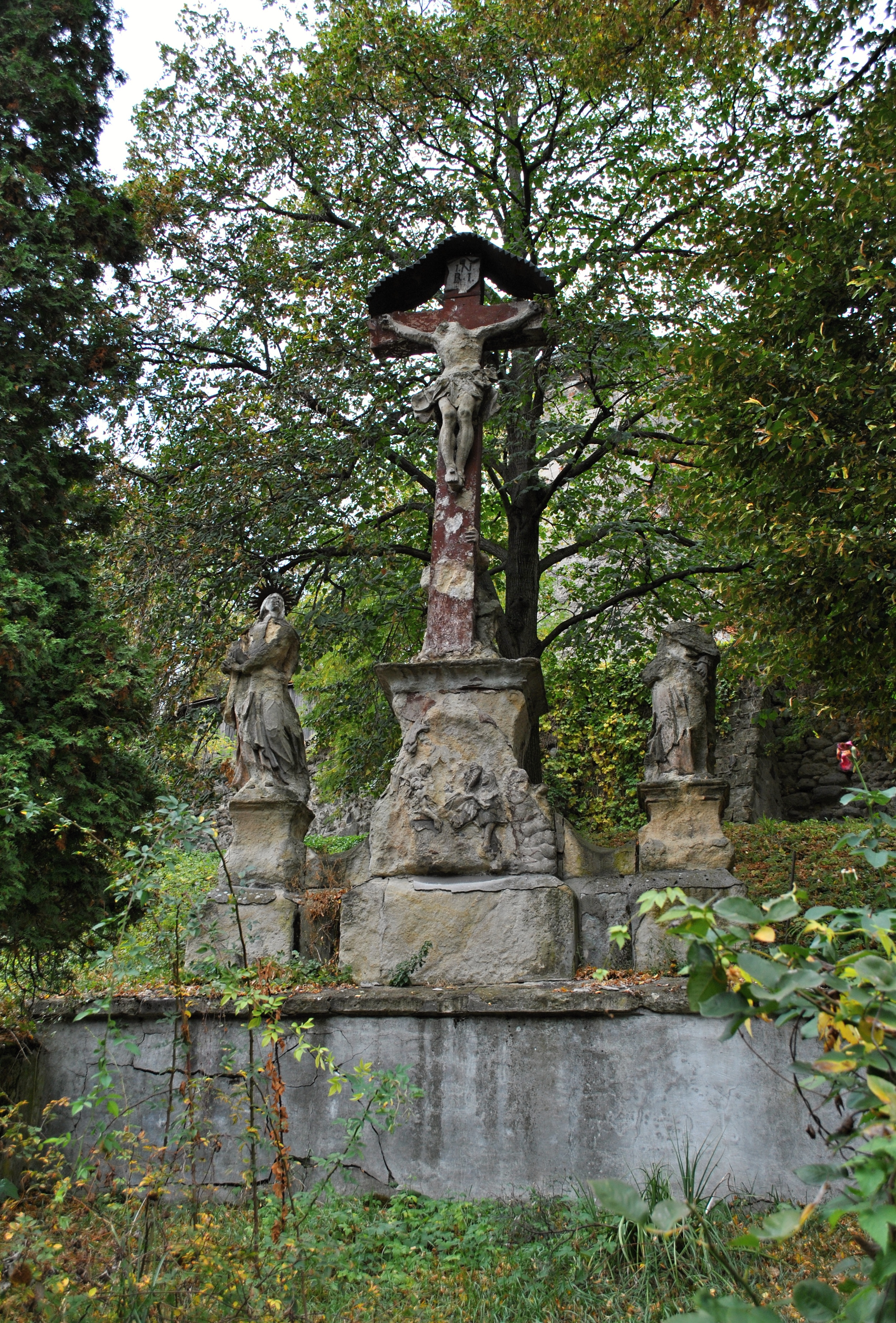
Sousoší Golgota
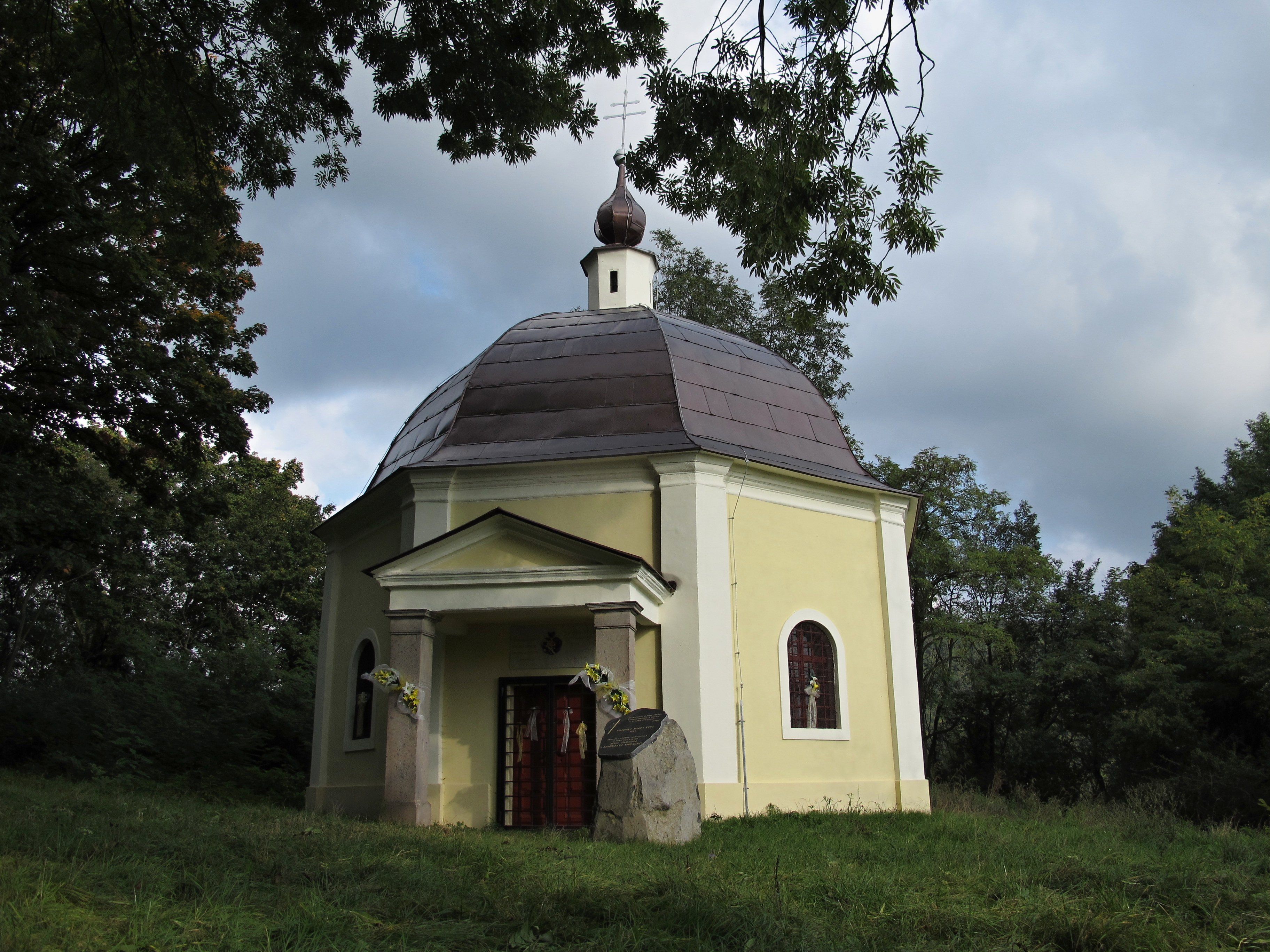
Kaple svaté Heleny a Boží krve
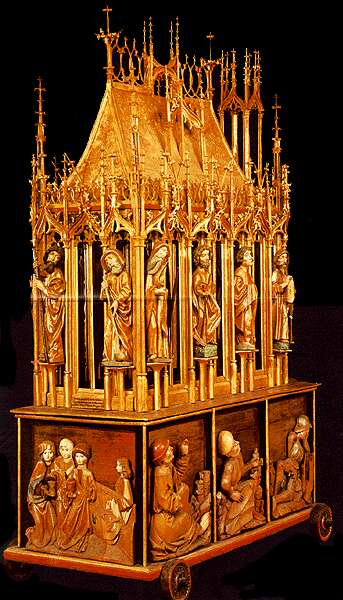
Boží hrob (Ostřihom)

## Místní část Psiare a lokalita Krivín

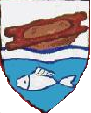
Znak obce Psiare

Součástí obce je vesnice Psiare, doložená písemně k roku 1773 jako Psare nebo Psary. Leží jižně od Hronského Beňadiku, rovněž na pravém břehu Hronu. Vede jí železniční trať Kozárovce–Zvolen, na níž mají Psiare zastávku.
Obyvatelé byli dříve převážně rybáři a voraři, což přešlo do znaku obce. V centru stojí zděná kaple se zvonem ve věžičce, kryté helmicí z konce 19. století.
Psiare jsou součástí takzvané Slovenské brány, jež tvořila vstup k bohatým hornickým městům jako Banská Bystrica, Kremnica a Banská Štiavnica. Dominantou vsi je vrch Krivín o výšce 315,9 m, který je součástí pohoří Štiavnické vrchy. Podle historických dohadů na něm stálo hradiště z doby halštatské a velkomoravské. Tato lokalita je od roku 1993 přírodní rezervací.